# Río Güeppí
Le río Güeppí est une rivière d'Équateur. C'est un affluent du río Putumayo (cours moyen de l'Amazone).

## Géographie
Le río Güeppí prend sa source dans la province de Sucumbíos, dans le nord-est de l'Équateur. Il coule ensuite vers l'est, marquant la frontière entre l'Équateur et le Pérou, avant de rejoindre le río Putumayo, au niveau de la ville péruvienne de Güeppí, proche du tripoint entre l'Équateur, le Pérou et la Colombie.